# 上印寨
上印寨，位于中国广东省河源市龙川县佗城镇，为龙川县的一个县级文物保护单位，类型为近现代重要史迹及代表性建筑，公布时间为1986年9月。
上印寨建于1928年。